# Forêt de Hadera
La Forêt de Hadera, en hébreu :  יער חדרה (ya'ar hadra), est une forêt à la fois naturelle et artificielle, qui a été  fixée près de la mer Méditerranée, au nord-ouest d'Israël.

## Description géographique
La Forêt de Hadera s'étend sur les anciennes dunes marécageuses de la plaine de Sharon, au bord de la mer Méditerranée, au sud-ouest de la ville de Hadera et de l'embouchure du Nahal Hadera. La forêt de Hadera est répartie en deux sections, l'une au nord, près de la station ferroviaire de Hadera, et l'autre, au sud, en bordure du parc national de Sharon ; c'est une petite forêt  d'environ 1 000 dounams, soit environ 1 km2. Elle se prolonge vers le vaste parc HaSharon (en hébreu : יער  מעגלי), au sud de la ville de Hadera. Ce parc national s'ouvre sur des étendues de végétation, des vergers, des eucalyptus et des bassins d'hiver, dont le plus grand est un bassin boisé,.
La forêt de Hadera est située entre les embouchures du Nahal Hadera, au nord, et qui draine la ville de Hadera  et du Nahal Alexander, plus au sud, deux petits fleuves côtiers qui irriguent la plaine de Sharon, partie centrale de la plaine côtière israélienne. Elle longe la mer Méditerranée qui la sépare de la longue plage de Hadera, la plage Gador, qui s'étire sur 7 km.
La Forêt de Hadera a été aménagée sur des espaces inondables, entre les dunes sableuses, correspondant à d'anciens marais délaissés où poussait une forêt naturelle depuis plusieurs siècles, vestiges des plaines côtières avec la plus ancienne forêt d'eucalyptus d'Israël. La Forêt de Hadera offre le spectacle original d'une forêt inondée. Au côté des eucalyptus qui dominent cette ancienne sylve, des caroubiers, quelques chênes de Tabor groupés sur les sommets de basses collines, et des zones herbeuses vertes avec une floraison hivernale et printanière composent la forêt.
Le sol de la région de Sharon où se situe la Forêt de Hadera est constitué de roches kurkar, une roche tendre qui s'est cristallisée au fil des siècles, notamment au contact du vent et de l'eau de mer. Dans la région, se trouvent plusieurs crêtes formées de roches kurkar, qui sont des formations de grès dunaire très caractéristiques du littoral oriental de la mer Méditerranée, qui s'étendent du nord au sud avec de basses vallées qui les séparent. La plupart des villes de la plaine côtière et du Sharon se trouvent édifiées sur l'une des trois crêtes dont Hadera, ville qui a été édifiée à partir de 1891.
Chaque ligne de collines indique le niveau de la mer passé. L'eau abondante qui descend depuis les montagnes de Samarie par les petits fleuves côtiers s'écoule vers la mer Méditerranée, mais est bloquée par les crêtes de roches kurkar. À la suite de la formation de ces obstacles naturels, l'eau s'est accumulée et s'est transformée en de nombreux marécages profonds qui existaient même après la création de l'État d'Israël en 1948, les plus célèbres sont ceux de Birkon, Petah Tikva et Hadera.

## Historique
Les terrains marécageux et insalubres de la région côtière ont été achetés en 1890 par Yehoshua Hankin à un effendi, homme d'affaires libanais nommé Salim Khoury. En 1891, les premiers pionniers, des Juifs originaires du Yémen, s'installèrent au lieu-dit Alhachara qui signifie « vert » en arabe, du nom du ruisseau vert Hadera qui coulait à proximité. Les Juifs yéménites, à la recherche d`un nouveau départ, firent preuve d'une grande persévérance. Leurs premières années furent âpres, notamment en raison de problèmes agricoles et de la propagation du paludisme, mais ils ont fini par prospérer, transformant les zones humides en terres agricoles fertiles.
En effet, à partir de 1895, ceux-ci commencèrent à planter des eucalyptus avec l'aide du baron Rothschild, afin d' assécher les marais infestés de moustiques anophèles. Ces moustiques qui vivaient dans ces marécages insalubres étaient porteurs de la maladie du paludisme. Les nappes d'eau stagnantes se transformèrent en de redoutables foyers de contagion de la maladie. Un grand nombre des premiers pionniers qui s'étaient installés dans la région en ont été gravement infectés.
Une décennie plus tard, la malaria décima une grande partie de la population qui se refusa à abandonner la ville en essor, et vit arriver de nouveaux pionniers d’une seconde Alyah, qui s’organisèrent en groupes et fondèrent le premier kibboutz nommé «Degania» en 1909.
Ce n'est que des années plus tard qu'il apparaissait que l'eucalyptus, malgré sa hauteur et sa croissance rapide (une vingtaine de mètres en six ans), ne consomme pas assez d'eau pour assécher les marais. C'est pourquoi, à partir des années 1930, ces marécages ont été principalement assainis grâce à l'ouverture de canaux de drainage vers la Méditerranée, de canaux d'écoulement vers le Nahal Hadera et le pompage de l'eau vers le Nahal Alexander. La plantation de ces grands arbres n’a pas contribué à assécher les marais, mais a permis de constituer la forêt de Hadera.
La forêt de Hadera est un vestige de la forêt de Sharon, qui s'étendait de Nahal Taninim au Yarkon, et à l'intérieur de ses limites poussaient des chênes de Tabor. La forêt, qui existait jusqu'au début du XXe siècle, a été abattue et incendiée au fil des années, notamment pendant la Première Guerre mondiale, lorsque les Turcs ottomans utilisaient ses arbres pour faire fonctionner des locomotives à vapeur .
Comme nombre de forêts artificiellement implantées en Israël depuis l'indépendance du pays, la Forêt de Hadera constitue un espace de loisirs, de détente et de découverte et offre de beaux points de vue panoramiques sur la mer Méditerranée, étant située entre 30 mètres et 60 mètres d'altitude sur les dunes sur lesquelles elle a été fixée.
Tout comme la majorité des forêts du pays, elle a été plantée par le Fonds national juif, qui continue de l'entretenir dans le cadre d'un vaste programme national de reboisement.

## Galerie

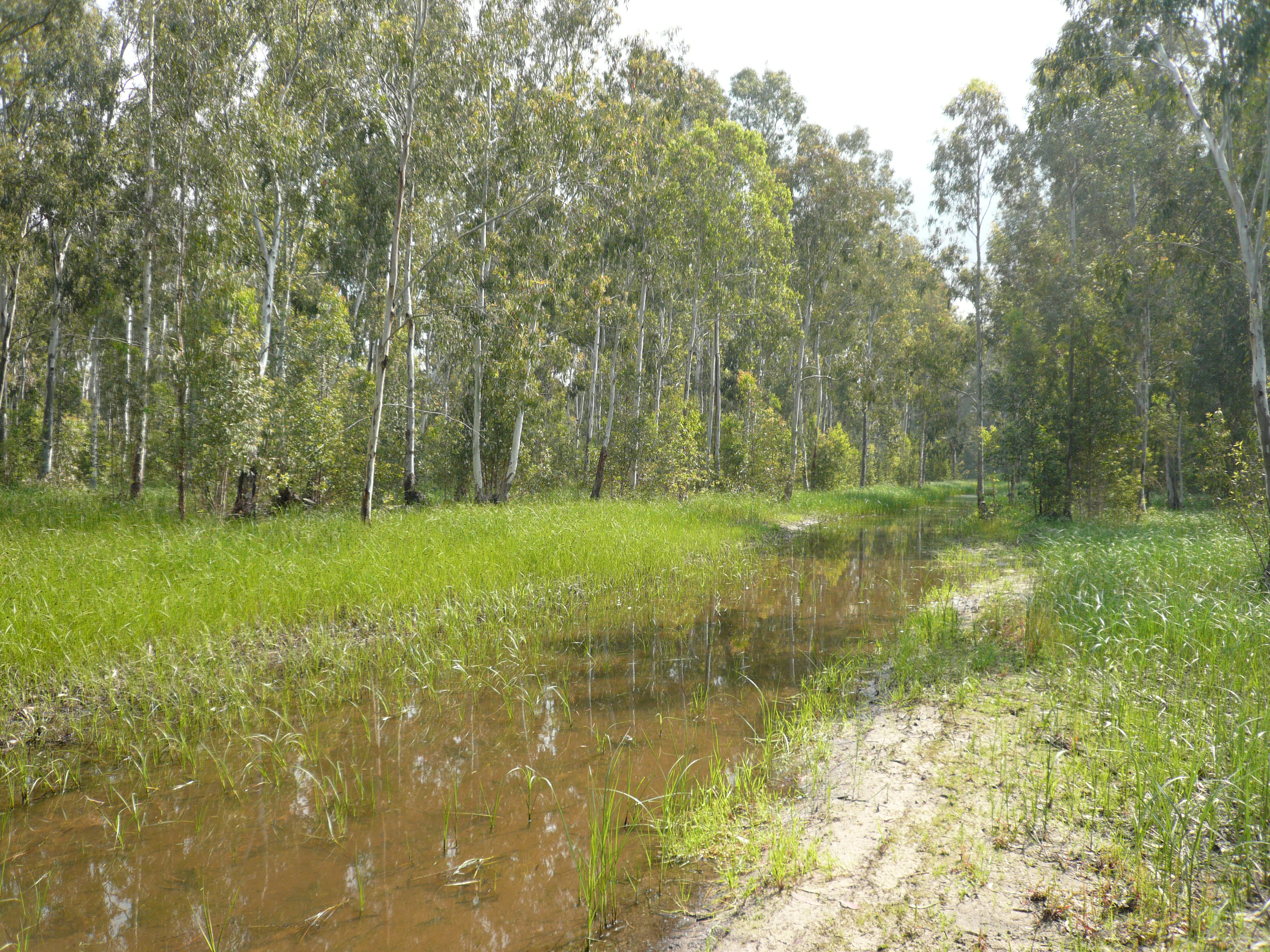
La Forêt de Hadera est l'une des plus anciennes d'Israël.

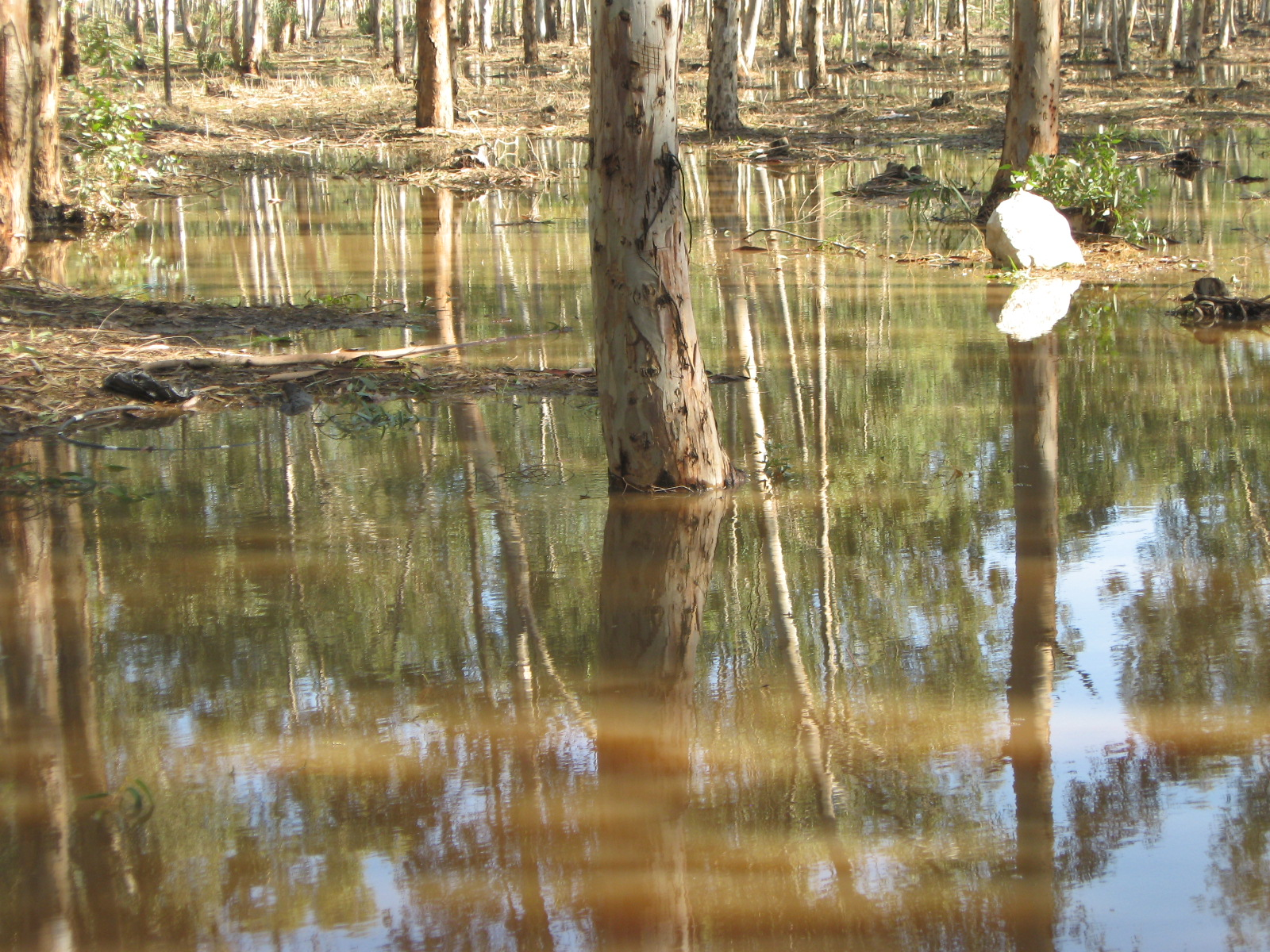
La Forêt de Hadera est l'une des plus belles en Israël.

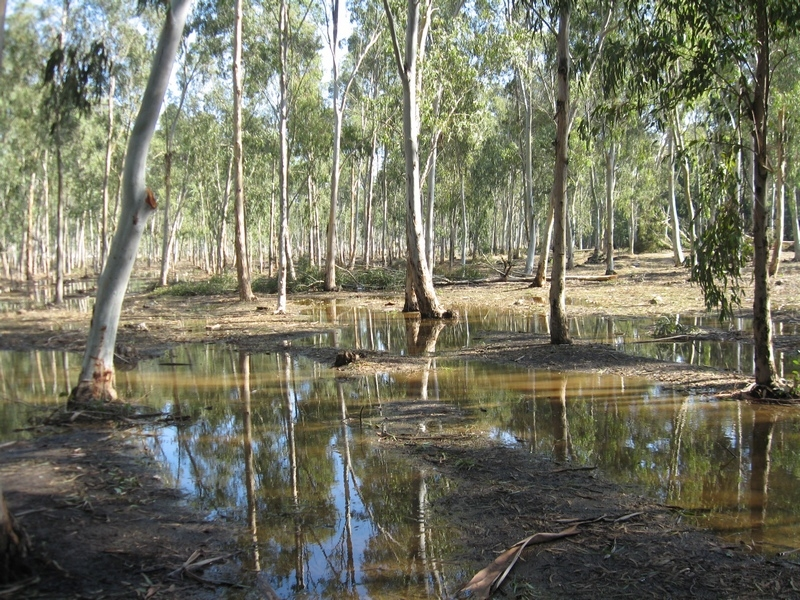
La Forêt de Hadera est une forêt inondée au milieu d'anciens marais.

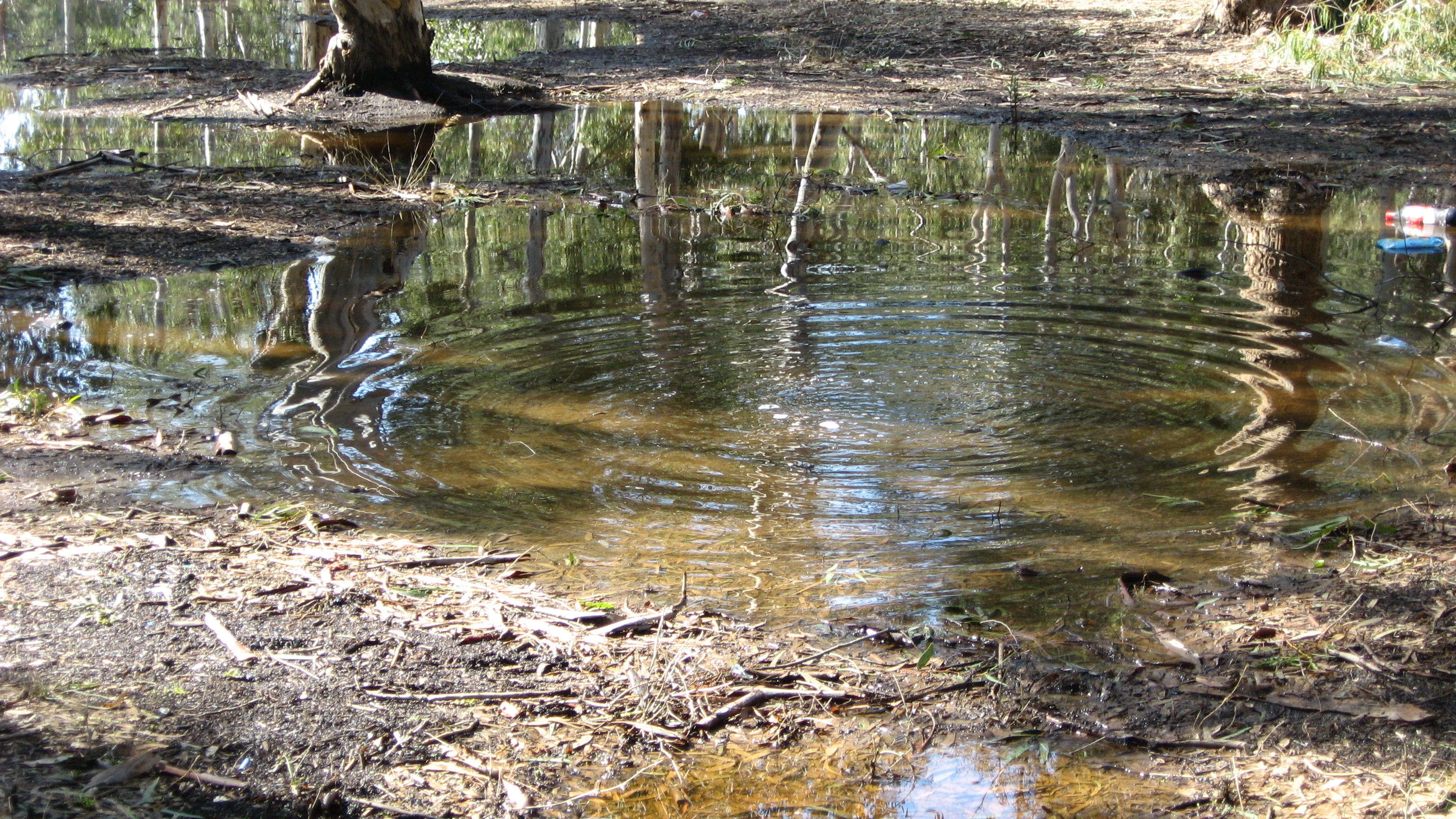
La Forêt de Hadera est surtout composée d'eucalyptus.